# 本輪院
本輪院（ほんりんいん、? - 嘉永3年3月13日（1850年4月24日））は、江戸時代の女性。徳川家斉の側室。名は以登。他に於茶、お八千、お波奈とも。

## 経歴
父は大岩盛英で、諸星信邦の養女となる。別に父は高木広允、母は横山直央の養女で桑山元武の女という説がある。
文化元年（1804年）、大奥に奉公し御次となり、波奈と称す。
時期は不明だが、家斉の側室となり、琴姫、永姫（徳川斉位室）、松平斉善（松平斉承の養子）、松平斉省（松平斉典の養子）、松平斉宣（松平斉韶の養子）を生む。
天保12年（1841年）、徳川家斉が死去すると落飾し本輪院と号し二の丸へ移る。
嘉永3年（1850年）、死去。法名は本輪院修達了顕大姉。